# Gianfranco Piccioli
Gianfranco Piccioli (Viareggio, 26 febbraio 1944 – 27 novembre 2022) è stato un produttore cinematografico, regista e sceneggiatore italiano.

## Biografia
Dopo essere stato regista, con Priscilla Contardi, della trasmissione televisiva Il Telecanzoniere (1970), negli anni Settanta diresse tre film: Le ultime ore di una vergine (1972, noto anche come Doppio a metà), Il fiore dai petali d'acciaio (1973) e Puttana galera! (1976).
Successivamente passò alla produzione: sul set dell'ultimo film diretto aveva conosciuto Sergio Citti, fratello di Franco che recitava nella pellicola, e gli produrrà tre opere. Il suo esordio come produttore avvenne proprio con la commedia di Citti Casotto, del 1977.
Fu in seguito anche produttore per Davide Ferrario, Maurizio Ponzi, Alessandro Benvenuti e soprattutto Francesco Nuti: con quest'ultimo portò sul grande schermo cinque commedie che raggiunsero sempre la vetta del box-office.
Le ultime sue produzioni furono Tutti al mare (2011) e I calcianti (2015). Successivamente si ritirò dalle scene.